# Авербах, Ида Леонидовна
И́да Леони́довна Аверба́х (при рождении Ита-Лея Меер-Шоломовна Авербах; 11 августа 1905, Саратов, Российская империя — 16 июня 1938, полигон Коммунарка, Москва, СССР) — советский юрист. До 9 июня 1937 года — помощник (заместитель) прокурора города Москвы. Племянница первого председателя ВЦИК Я. М. Свердлова, сестра литературного критика  Л. Л. Авербаха и жена народного комиссара внутренних дел СССР Г. Г. Ягоды. Расстреляна в «особом порядке». Реабилитирована посмертно.

## Семья
Согласно записи в студенческом личном деле, родилась 29 июля (11 августа) 1905 года в Саратове в семье ремесленника. Отец — Меер-Шолом Носонович (Меер Носонович, Леонид Николаевич) Авербах (1874—1937), мещанин местечка Круглое Могилёвского уезда, владелец небольшой «типографии Л. Н. Авербаха» на Немецкой улице, дом № 20 (семья жила в этом доме) в Саратове; мать — Чарна Мовшевна (Софья Михайловна) Авербах (урождённая Свердлова, 1883—1951), врач-педиатр, сестра Якова Свердлова. Старший брат — писатель и литературный критик Леопольд Авербах. В 1917 году типография отца переехала в новое помещение на Немецкой улице, дом 27, и вскоре была национализирована.
В 1914 году, накануне Первой мировой войны, как гласит большая часть источников, Ида Авербах вышла замуж за Генриха Григорьевича Ягоду, с которым познакомилась ещё в Нижнем Новгороде. Впрочем, Михаил Тумшис и Александр Папчинский — авторы книги «Большая чистка. НКВД против ЧК» — утверждают что это невозможно, поскольку в таком случае Авербах становилась женой будущего наркома всего девяти лет от роду. К тому же их единственный сын Генрих (Гарик) родился только в 1929 году. Бытует мнение, что Ягода, заключая брак с племянницей Свердлова, делал это не столько по любви, сколько из желания породниться с семьёй видного общественного и партийного деятеля и, по всей видимости, улучшить своё материальное положение: по предположению британского историка-русиста Дональда Рейфилда, учёбу будущего наркома в гимназии оплачивал его тесть, Леонид Авербах.
Окончила гимназию в Саратове, трудовую школу в Москве и в 1925 году — правовое отделение Московского университета.
В 1919—1922 годах Ида Авербах, перебравшаяся к тому времени в Москву, состояла на комсомольской работе. В 1920—1921 годах — член оргбюро Городского райкома РКСМ в Москве, затем секретарь ячейки РКСМ в трудовой школе Москвы. Член ВКП(б) с 1928 года.

## Работа
По основной специальности Ида Авербах была следователем прокуратуры. После замужества ей при посредничестве Ягоды удалось подняться до должности помощника столичного прокурора, должность которого на тот момент занимал А. В. Филиппов.
В 1936 году издательство ОГИЗ опубликовало работу Иды Авербах «От преступления к труду», посвящённую деятельности исправительно-трудовых лагерей в СССР. Работа вышла под редакцией прокурора СССР А. Я. Вышинского и с его предисловием. В ней Авербах характеризовала ГУЛАГ как идеальное средство «превращения наиболее скверного людского материала в полноценных активных сознательных строителей социализма». «Переделка враждебного и неустойчивого сознания, — писала жена Ягоды, — наилучшим образом происходит при концентрации работ на гигантских объектах, поражающих воображение своей грандиозностью». Александр Солженицын, упоминавший Иду Авербах в своём произведении «Архипелаг ГУЛАГ», предполагал, что она планировала защитить диссертацию по теме «изменения сознания в лагерных условиях».

## Арест, заключение и казнь
28 марта 1937 года нарком связи СССР Генрих Ягода был арестован, как об этом было сообщено в советских газетах 4 апреля, «ввиду обнаружения антигосударственных и уголовных преступлений». На этом закончилась и политическая карьера его жены: Ида Авербах была уволена из прокуратуры и 9 июня 1937 года арестована как «член семьи изменника родины» (ЧСИР). Вместе с матерью и семилетним сыном Генрихом она была отправлена в ссылку в Оренбург сроком на пять лет. Со слов драматурга Владимира Киршона, который был целенаправленно подсажен чекистами в тюремную камеру к Ягоде, тот вспоминал и пытался расспрашивать Киршона как о своей любовнице, невестке покойного Горького Надежде Пешковой («Тимоше»), так и о жене и сыне. «Я хотел (…) расспросить вас об Иде, Тимоше, ребёнке, родных… — говорил он, — …если б я увиделся с Идой, сказал бы несколько слов насчёт сынка, я бы на процессе чувствовал себя иначе, всё перенёс бы легче…». Ягода знал, что его обманывают, обещая устроить свидание с супругой.
Однако уже 26 июня 1937 года наказание для Иды Авербах было пересмотрено: жену «врага народа» арестовали по обвинению в контрреволюционной деятельности и заменили высылку на пятилетние работы в ИТЛ, а 5 июля — на заключение в Темниковском лагере сроком на 8 лет. Её мать Софья Михайловна была выслана сроком на 5 лет в посёлок Акбулак, где заведовала детской консультацией, а 17 апреля 1938 года повторно арестована и осуждена на 8 лет ИТЛ как член семьи изменника родины (срок отбывала в Томском лагере для ЧСИР, в 1939 году этапирована на Колыму); сын — Генрих — с этого момента содержался в детских домах Оренбургской и Куйбышевской областей. Позднее, в 1940 году, по настоянию директора и заведующего учебной частью бугурусланского детдома, мальчик принял фамилию матери — Авербах, что спасло его от возможной гибели; в 1949 году был арестован и осуждён на 5 лет ИТЛ (освобождён по амнистии в 1953 году).
В июне 1938 года наказание Иде Авербах было вновь пересмотрено. Вдова казнённого в марте того же года Ягоды была приговорена к расстрелу в «особом порядке», то есть даже без формального судебного приговора. Казнена 16 июня 1938 года вместе с группой руководящих сотрудников НКВД СССР и сестрами мужа Э. Г. Ягодой и Л. Г. Ягодой-Знаменской. Место захоронения — спецобъект НКВД «Коммунарка».
К тому времени, когда был оформлен смертный приговор для Иды Авербах, её отец и брат были уже давно репрессированы и расстреляны. Софья Михайловна, мать Иды, осталась в живых и скончалась в 1951 году в ИТЛ на Колыме. Относительно благополучно сложилась жизнь сына Авербах и Ягоды Генриха: он сумел окончить институт и впоследствии эмигрировать в Израиль. Там он и скончался 28 июля 2003 года.
28 июня 1989 года дело Иды Авербах было признано попадающим под действие статьи 1 указа Президиума Верховного Совета СССР от 16 января 1989 года «О дополнительных мерах по восстановлению справедливости в отношении жертв репрессий, имевших место в период 1930—1940-х и начале 1950-х годов». 6 февраля 1990 года соответствующее заключение было официально подтверждено заместителем начальника Управления по надзору за исполнением законов о государственной безопасности, межнациональным и международно-правовым вопросам Прокуратуры СССР Л. Ф. Космарской. Таким образом, Ида Авербах, как и её брат, была признана невиновной в инкриминируемых ей деяниях и полностью реабилитирована заключением Прокуратуры СССР 21 февраля 1990 года. Что же касается Генриха Ягоды, то он стал одним из многих репрессированных руководителей НКВД СССР и единственным фигурантом Московских процессов, чья политическая реабилитация так и не состоялась.
Отец: Авербах Леонид Николаевич. Родился в 1874 г. в г. Казань; еврей; б/п; заместитель управляющего Лен. отд-нием АО «Интурист». Проживал: г. Ленинград, наб. Крюкова канала, д.14, кв.16а. Арестован 13 апреля 1937 г. Внесен в сталинский расстрельный список «Москва-центр» от 21 октября 1937 г. ("за 1-ю. категорию Сталин, Молотов, Ворошилов, Микоян). Осужден к ВМН Военной коллегией Верховного суда(ВКВС) СССР 26 октября 1937 г. и расстрелян в тот же день. Место захоронения — могила невостребованных прахов № 1 крематория Донского кладбища. Реабилитирован посмертно 30 января 1992 г. заключением Главной военной прокуратуры РФ.
Дядя: Свердлов Вениамин Михайлович (Бениамин Мовшевич). Родился в 1886 г. в Нижнем Новгороде, еврей, образование незаконченное высшее, член ВКП(б). С 1904 года — в Саратове, Самаре, Москве, Санкт-Петербурге, где работал в издательствах «Труд» и «Посев». С юности участвовал в деятельности кружков революционной молодёжи, за что был сослан в Нарым, но бежал за границу. С 1909 года — в Великобритании, затем в США, работал в банке в Детройте, одновременно вёл революционную пропаганду среди российских эмигрантов. До Октября 1917 года жил в США, где безуспешно пытался руководить банком, разорился и жил в бедности. Через частный банк Свердлова проходили средства, собранные в США на помощь еврейским революционным организациям в Российской империи. С 7 января (20 января) по 24 февраля 1918 года — народный комиссар путей сообщения РСФСР. В 1918−1920 годах — заместитель наркома путей сообщения, одновременно возглавлял Российское общество Красного Креста. В 1921 году — председатель Главного Комитета Государственных сооружений (Главкомгосоор). С 1926 года — член Президиума ВСНХ, заведующий научно-техническим отделом ВСНХ, ответственный секретарь Всесоюзной ассоциации работников науки и техники. С 1936 года — директор Дорожного научно-исследовательского института НКВД СССР. 31 октября 1938 года арестован по обвинению в «участии в троцкистской контрреволюционной террористической организации». Внесен в список Л.Берии-А.Вышинского от 7 апреля 1939 года по 1-й категории. 15 апреля 1939 года приговорен к ВМН ВКВС СССР. Расстрелян в ночь на 16 апреля 1939 года. Место захоронения — спецобъект НКВД «Коммунарка». 28 марта 1956 года реабилитирован посмертно определением ВКВС СССР.
Дядя: Пешков Зиновий Алексеевич (Свердлов Иешуа-Залман Михайлович (Мовшевич).
Дядя: Свердлов Яков Михайлович.

## Публикации
- И. Л. Авербах. От преступления к труду. Под редакцией А. Я. Вышинского. Институт советского строительства и права АН СССР. М.: Государственное издательство «Советское законодательство», 1936. — 226 с.